# Noruega en los Juegos Olímpicos de Los Ángeles 2028
Noruega participará en los Juegos Olímpicos de Los Ángeles 2028. Responsable del equipo olímpico es el Comité Olímpico Noruego, así como las federaciones deportivas nacionales de cada deporte con participación.